# Problème de la résiduosité quadratique
En théorie algorithmique des nombres, le problème de la résiduosité quadratique est celui de distinguer, à l'aide de calculs, les résidus quadratiques modulo un nombre composé N fixé.
Ce problème est considéré comme étant calculatoirement difficile dans le cas général et sans information supplémentaire. Par conséquent, il s'agit d'un problème important en cryptographie où il est utilisé comme hypothèse calculatoire comme indiqué dans la section Application.

## Formulation
Soit {\displaystyle N} un nombre composé de la forme particulière {\displaystyle N=pq}, où {\displaystyle p} et {\displaystyle q} sont deux nombres premiers distincts. L'application d'élévation au carré,
{\displaystyle {\overline {a}}{\pmod {N}}\mapsto {\overline {a^{2}}}{\pmod {N}}}
est un endomorphisme du groupe des inversibles de l'anneau ℤ/Nℤ, et son noyau est isomorphe au groupe de Klein, d'ordre 4. Par conséquent, l'image de cette application est un sous-groupe d'indice 4, donc d'ordre (p-1)(q-1)/4. Ce sous-groupe est donc d'indice 2 dans celui des éléments dont le symbole de Jacobi vaut 1. Le symbole de Jacobi permet ainsi d'éliminer la moitié des éléments du groupe (ceux dont le symbole vaut -1 et qui ne sont donc pas des carrés), et le problème reste de déterminer, pour un élément arbitraire de la moitié restante, si c'est un carré ou pas (il a une chance sur deux d'en être un).

## Application
Le problème de la résiduosité quadratique est utilisé comme hypothèse de complexité dans différents protocoles cryptographiques, comme le cryptosystème de Goldwasser-Micali, ou pour le générateur de nombres pseudo-aléatoires de Blum Blum Shub.

## Calcul avec factorisation deNconnue
Si la factorisation de {\displaystyle N} est connue, le problème devient alors calculatoirement facile, grâce à la loi de réciprocité quadratique et au théorème des restes chinois. La procédure suivante détermine si {\displaystyle x} est un carré modulo {\displaystyle N}.
1. Calculer {\displaystyle x_{p}:=x} mod {\displaystyle p} et {\displaystyle x_{q}:=x} mod {\displaystyle q}.
2. Si {\displaystyle x_{p}^{(p-1)/2}=1} mod {\displaystyle p} et {\displaystyle x_{q}^{(q-1)/2}=1} mod {\displaystyle q}, alors {\displaystyle x} est un résidu quadratique modulo {\displaystyle N}.

Ce qui aboutit, en utilisant l'exponentiation modulaire rapide par exemple, à un algorithme de complexité {\displaystyle {\mathcal {O}}{\bigl (}(\log N)^{2}{\bigr )}}, ce qui est polynomial en la taille de l'entrée (ici {\displaystyle \approx \log N}).